# Waldstadion (Frankfurt)

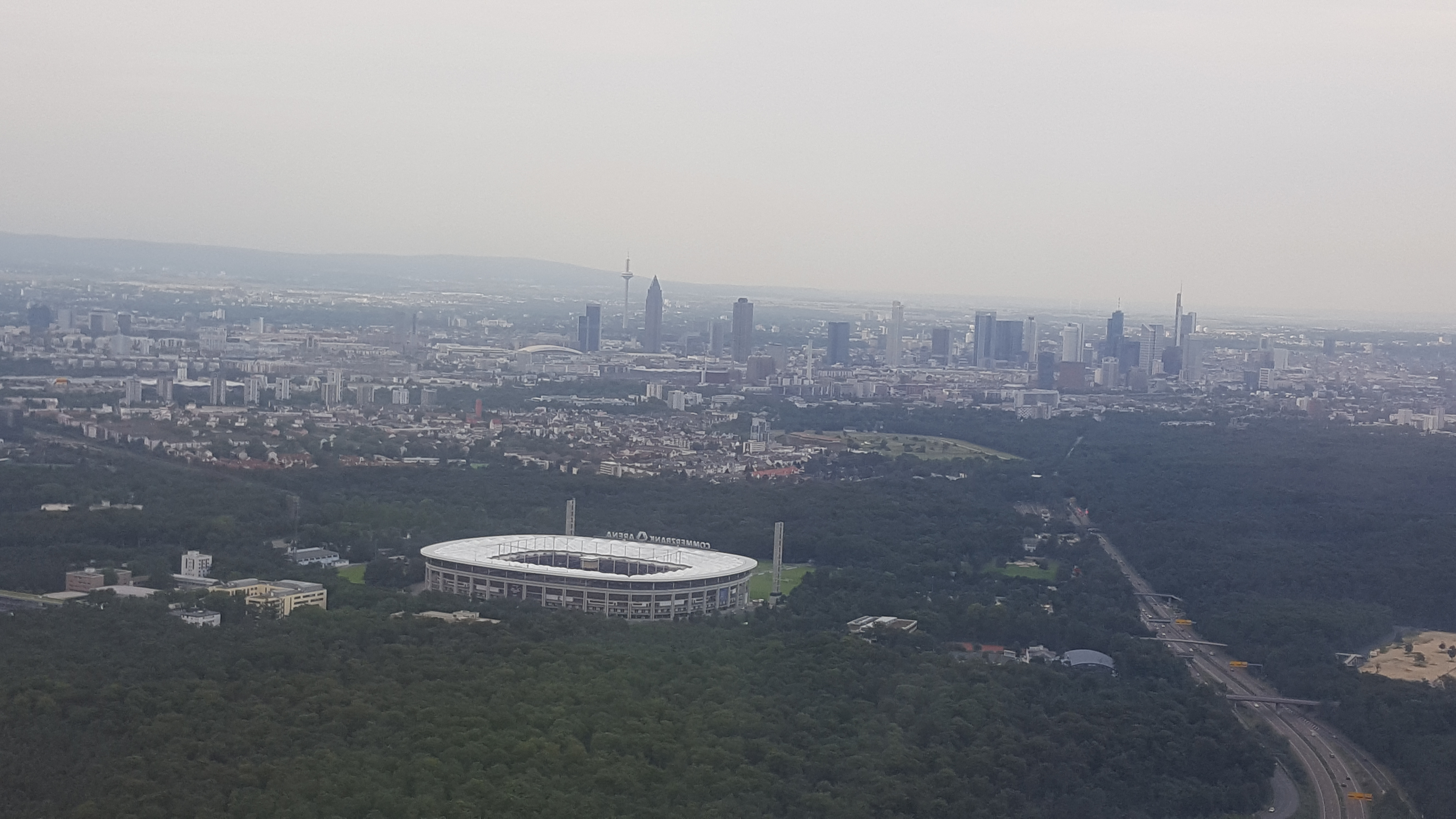
Sân vận động nhìn từ trên không (2017)

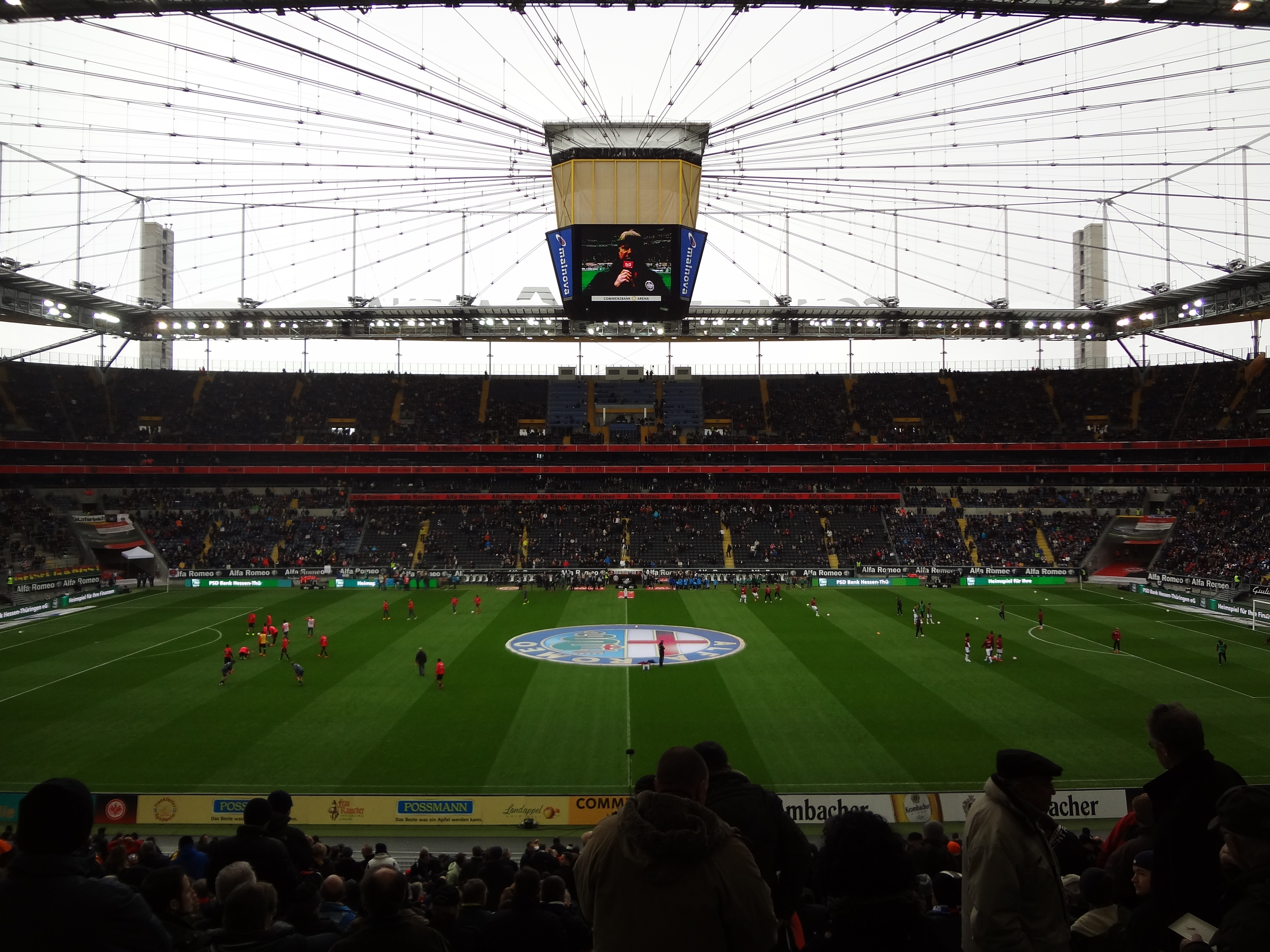
Quang cảnh bên trong Waldstadion trong một trận đấu Bundesliga

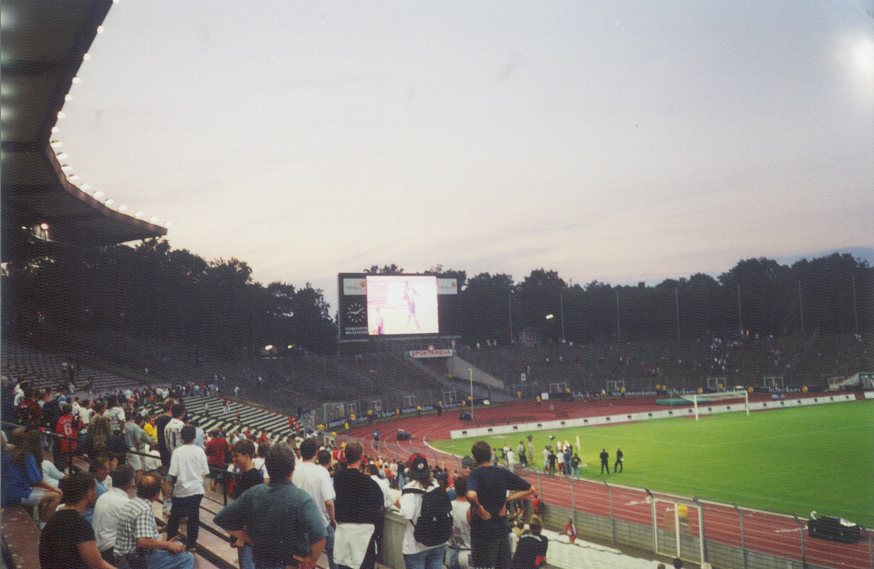
Waldstadion cũ trước khi được xây dựng lại

Waldstadion (phát âm tiếng Đức: [ˈvalt.ʃtaːdi̯ɔn]), hiện được gọi là Deutsche Bank Park vì lý do tài trợ, trước đây có tên gọi là Commerzbank-Arena, là một sân vận động thể thao có mái che có thể thu vào ở Frankfurt am Main, Hessen, Đức. Đây là sân nhà của câu lạc bộ bóng đá Eintracht Frankfurt. Sân được khánh thành vào năm 1925. Kể từ đó, sân vận động này đã được nâng cấp nhiều lần; lần cải tạo gần đây nhất là công việc tái phát triển thành sân vận động dành riêng cho bóng đá để chuẩn bị cho Cúp Liên đoàn các châu lục 2005 và Giải vô địch bóng đá thế giới 2006. Với sức chứa 51.500 khán giả cho các trận đấu quốc nội và 48.500 khán giả cho các trận đấu bóng bầu dục Mỹ và bóng đá quốc tế, đây là một trong mười sân vận động bóng đá lớn nhất ở Đức. Nơi đây là một trong chín địa điểm tổ chức Giải vô địch bóng đá nữ thế giới 2011, và đã tổ chức bốn trận đấu, bao gồm cả trận chung kết.
Khu liên hợp thể thao Waldstadion bao gồm sân vận động chính và các cơ sở thể thao khác, gồm hồ bơi, sân quần vợt, sân bóng chuyền bãi biển và nhà thi đấu cho các môn thể thao mùa đông. Khu liên hợp này thuộc sở hữu của thành phố Frankfurt am Main. Sân vận động có ga đường sắt riêng, ga Sân vận động Frankfurt am Main, thuộc mạng lưới đường sắt quốc gia của Đức.